# My Heart Is Calling
Singles de Whitney Houston
Step by Step
(1997) When You Believe
(1998)
Pistes de The Preacher's Wife: Original Soundtrack Album
You Were Loved I Believe in You and Me
My Heart Is Calling est une chanson de l'artiste américaine Whitney Houston pour le film La Femme du pasteur sorti en 1996. La chanson est le troisième et dernier single et sort le 10 juin 1997 sous le label Arista pour accompagner la bande originale. Elle a été écrite et produite par Babyface. La chanson est une ballade R&B, influencée par la musique funk et gospel, et décrit une rencontre romantique.
My Heart Is Calling reçoit principalement de bonnes critiques qui félicitent la prestation soul de Houston. La chanson atteint la 77e place du Billboard Hot 100 et la 35e du classement Hot R&B/Hip-Hop Songs.

## Structure musicale
My Heart Is Calling est écrite et produite par Babyface. C'est une ballade R&B composée avec « un rythme ». Selon la partition publiée par Sony/ATV Music Publishing, la chanson est composée dans la tonalité de Sol majeur. La chanson se situe dans une signature rythmique commune et a un tempo de 104 pulsations par minute. Elle a une progression d'accords de Mi m7, Ré/Fa, Sol et La m7. La gamme vocale de Hoston s'étend des notes Ré3 à Mi5. Selon Ted Cox, l'auteur du livre Whitney Houston, la chanson voit Houston développer le registre le plus grave de sa gamme vocale.
Chris Willman d'Entertainment Weekly considère la chanson comme une ballade « dance-floor » tandis qu'Elysa Gardner de Los Angeles Times remarque que la chanson s'est influencée du gospel et du funk. Elle dit aussi que la chanson explore le côté le plus soul de Houston. Larry Flick de Billboard dit que la chanson a un « groove inhabituel ». My Heart Is Calling est une chanson d'amour. Selon Bob Waliszewski de Plugged In, Houston capture de façon exubérante la joie de rencontrer quelqu'un tout au long de la chanson.

## Accueil
My Heart Is Calling reçoit des critiques positives la plupart du temps. Larry Flick de Billboard donne un avis favorable et dit : « C'est un single merveilleusement rafraîchissant qui remet son aspect de ballade en faveur d'une incursion crédible dans le territoire funk ». Steve Jones de USA Today écrit que « la production de Babyface dans My Heart Is Calling ; [...] a un sentiment spirituel. Ils aident à maintenir une cohésion thématique que la plupart des bandes originales oublient de nos jours ». Elysa Gardner de Los Angeles Times donne aussi un avis favorable et écrit que « Houston montre son côté soul avec panache, même si elle a parfois tendance à surprotéger la gymnastique vocale obligatoire ».
My Heart Is Calling débute à la 81e position du Billboard Hot 100 le 5 juillet 1997. Deux semaines plus tard, la chanson arrive à la 77e position du classement. La semaine suivante, elle ressort du hit-parade. La chanson débute à la 43e place du Hot R&B/Hip-Hop Songs le 28 juin 1997. La semaine suivante, elle monte au 35e rang et atteint son sommet.

## Versions
É.U. CD Single 
1. My Heart Is Calling – 4:15
2. I Go to the Rock – 4:05

## Crédits
Crédits issus de l'album The Preacher's Wife: Original Soundtrack Album
| My Heart Is Calling - Babyface – auteur, producteur, chœurs - Whitney Houston – chant, chœurs - Shanna – chœurs - Shanice Wilson – chœurs - Brad Gilderman – ingénieur - Jon Gass – mixeur | I Go to the Rock - Dottie Rambo – auteur - Mervyn Warren – producteur - Whitney Houston – chant, producteur - The Georgia Mass Choir – chœurs - Joseph Magee – ingénieur - Michael White – ingénieur - Frank Wolf – ingénieur, mixeur |

## Classements
| Pays                                       | Position |
| ------------------------------------------ | -------- |
| États-Unis Billboard Hot 100               | 77       |
| États-Unis Billboard Hot R&B/Hip-Hop Songs | 35       |

## Compléments